# Klauzula (prawo)
Klauzula – zastrzeżenie, postanowienie lub warunek w umowie.

## Klauzule niedozwolone (abuzywne, zakazane)
W polskim prawie cywilnym uznaje się, że strony zawierające umowę mogą ułożyć stosunek prawny według swego uznania, byleby jego treść lub cel nie sprzeciwiały się właściwości (naturze) stosunku, ustawie ani zasadom współżycia społecznego (zasada swobody umów). Do najważniejszych ograniczeń tej zasady należą tzw. klauzule niedozwolone, określane mianem też abuzywnych (od ang. abuse z łac. abusum – nadużycie), występujące w obrocie konsumenckim (B2C).
Klauzule niedozwolone to postanowienia umowy zawieranej z konsumentem, które kształtują jego prawa i obowiązki w sposób sprzeczny z dobrymi obyczajami i rażąco naruszają jego interesy. Warunkami niezbędnymi uznania danego postanowienia umowy za niedozwolone są dodatkowo brak indywidualnego uzgodnienia takiego zapisu z konsumentem oraz wymóg, aby postanowienie to nie określało jednoznacznie głównych świadczeń stron umowy.
W polskim orzecznictwie jako abuzywne kwalifikowane są wszelkie postanowienia, które zmierzają do naruszenia równorzędności stron stosunku, nierównomiernie rozkładając uprawnienia i obowiązki między partnerami umowy. Chodzi tu nie tylko o interesy o wymiarze ekonomicznym, ale inne, zasługujące na ochronę dobra konsumenta, jak jego czas, prywatność, poczucie godności osobistej czy satysfakcja z zawarcia umowy o określonej treści. Sprzeczne z dobrymi obyczajami są więc np. działania wykorzystujące niewiedzę, naiwność czy brak doświadczenia konsumenta, naruszające zasadę równorzędności stron umowy, zmierzające do dezinformacji, wywołujące błędne przekonanie konsumenta.
Abuzywność niektórych postanowień umownych zawieranych z udziałem konsumentów nie skutkuje nieważnością całej umowy. Stwierdzenie nieuczciwego charakteru określonego postanowienia umownego oznacza, że umowa w pozostałej części może nadal wiązać strony, jeżeli jest to możliwe po wyłączeniu z niej takiego postanowienia.
W myśl art. 3855 Kodeksu cywilnego przepisy o klauzulach abuzywnych stosuje się do osoby fizycznej zawierającej umowę bezpośrednio związaną z jej działalnością gospodarczą, gdy z treści tej umowy wynika, że nie posiada ona dla niej charakteru zawodowego, wynikającego w szczególności z przedmiotu wykonywanej przez nią działalności gospodarczej, udostępnionego na podstawie przepisów o Centralnej Ewidencji i Informacji o Działalności Gospodarczej.

## Klauzule niedozwolone w rejestrach Prezesa UOKiK
Poza klauzulami uregulowanymi w Kodeksie cywilnym Prezes Urzędu Ochrony Konkurencji i Konsumentów (UOKiK) prowadzi rejestr klauzul niedozwolonych. Rejestr jest jawny, bezpłatny i dostępny na stronie Urzędu. W związku ze zmianami w przepisach na chwilę obecną funkcjonują dwa rejestry.
Klauzule abuzywne znajdujące się w rejestrach UOKiK zostały wydane w indywidualnych sprawach przeciwko konkretnym przedsiębiorcom i konkretnym postanowieniom umownym. Wpisanie klauzuli niedozwolonej w stosunku do danego przedsiębiorcy pozwala się powoływać na ten fakt wyłącznie w stosunku do tego konkretnego przedsiębiorcy.

## Klauzule niedozwolone w Kodeksie cywilnym
Kodeks cywilny zawiera tzw. szarą listę klauzul – w razie wątpliwości uważa się, że niedozwolonymi postanowieniami umownymi są te, które w szczególności:
- wyłączają lub ograniczają odpowiedzialność względem konsumenta za szkody na osobie,
- wyłączają lub istotnie ograniczają odpowiedzialność względem konsumenta za niewykonanie lub nienależyte wykonanie zobowiązania,
- wyłączają lub istotnie ograniczają potrącenie wierzytelności konsumenta z wierzytelnością drugiej strony,
- przewidują postanowienia, z którymi konsument nie miał możliwości zapoznać się przed zawarciem umowy,
- zezwalają kontrahentowi konsumenta na przeniesienie praw i przekazanie obowiązków wynikających z umowy bez zgody konsumenta,
- uzależniają zawarcie umowy od przyrzeczenia przez konsumenta zawierania w przyszłości dalszych umów podobnego rodzaju,
- uzależniają zawarcie, treść lub wykonanie umowy od zawarcia innej umowy, niemającej bezpośredniego związku z umową zawierającą oceniane postanowienie,
- uzależniają spełnienie świadczenia od okoliczności zależnych tylko od woli kontrahenta konsumenta,
- przyznają kontrahentowi konsumenta uprawnienia do dokonywania wiążącej interpretacji umowy,
- uprawniają kontrahenta konsumenta do jednostronnej zmiany umowy bez ważnej przyczyny wskazanej w tej umowie,
- przyznają tylko kontrahentowi konsumenta uprawnienie do stwierdzania zgodności świadczenia z umową,
- wyłączają obowiązek zwrotu konsumentowi uiszczonej zapłaty za świadczenie nie spełnione w całości lub części, jeżeli konsument zrezygnuje z zawarcia umowy lub jej wykonania,
- przewidują utratę prawa żądania zwrotu świadczenia konsumenta spełnionego wcześniej niż świadczenie kontrahenta, gdy strony wypowiadają, rozwiązują lub odstępują od umowy,
- pozbawiają wyłącznie konsumenta uprawnienia do rozwiązania umowy, odstąpienia od niej lub jej wypowiedzenia,
- zastrzegają dla kontrahenta konsumenta uprawnienie wypowiedzenia umowy zawartej na czas nieoznaczony, bez wskazania ważnych przyczyn i stosownego terminu wypowiedzenia,
- nakładają wyłącznie na konsumenta obowiązek zapłaty ustalonej sumy na wypadek rezygnacji z zawarcia lub wykonania umowy,
- nakładają na konsumenta, który nie wykonał zobowiązania lub odstąpił od umowy, obowiązek zapłaty rażąco wygórowanej kary umownej lub odstępnego,
- stanowią, że umowa zawarta na czas oznaczony ulega przedłużeniu, o ile konsument, dla którego zastrzeżono rażąco krótki termin, nie złoży przeciwnego oświadczenia,
- przewidują wyłącznie dla kontrahenta konsumenta jednostronne uprawnienie do zmiany, bez ważnych przyczyn, istotnych cech świadczenia,
- przewidują uprawnienie kontrahenta konsumenta do określenia lub podwyższenia ceny lub wynagrodzenia po zawarciu umowy bez przyznania konsumentowi prawa odstąpienia od umowy,
- uzależniają odpowiedzialność kontrahenta konsumenta od wykonania zobowiązań przez osoby, za pośrednictwem których kontrahent konsumenta zawiera umowę lub przy których pomocy wykonuje swoje zobowiązanie, albo uzależniają tę odpowiedzialność od spełnienia przez konsumenta nadmiernie uciążliwych formalności,
- przewidują obowiązek wykonania zobowiązania przez konsumenta mimo niewykonania lub nienależytego wykonania zobowiązania przez jego kontrahenta,
- wyłączają jurysdykcję sądów polskich lub poddają sprawę pod rozstrzygnięcie sądu polubownego polskiego lub zagranicznego albo innego organu, a także narzucają rozpoznanie sprawy przez sąd, który wedle ustawy nie jest miejscowo właściwy.